# Смиглецкий, Мартин
Ма́ртин Смигле́цкий (Мартин Смигельский; лат. Martinus Smiglecius, пол. Marcin Śmiglecki; 11 ноября 1563, по другим сведениям 1562 или 1572, Львов — 26 июля 1618, Калиш) — польский богослов и философ, известный в своё время полемист Великого княжества Литовского, преподаватель в иезуитских коллегиях и один из самых выдающихся профессоров Виленской иезуитской академии.

## Биография
Украинец по происхождению, во всяком случае уроженец Львова, образование получил в Академии и университета виленского Общества Иисуса, где ему была присвоена степень магистра теологии. В 1581 году в Риме, где продолжил обучение, вступил в орден иезуитов. Изучал философию (1582—1584) и теологию (1584—1586) под руководством Франсиско Суареса и Роберто Беллармино. По возвращении преподавал в Виленской иезуитской академии философию (1586—1590) и схоластическую теологию (1591—1599). Получил степень доктора теологии (1594).
Был ректором иезуитских учебных заведений в Пултуске (1600—1602), Познани (1602—1607), Калише (1609—1611). Участвовал в шестой и седьмой Генеральных конгрегациях ордена иезуитов в Риме (1608, 1615).
Глиняная урна с прахом Смиглецкого была обнаружена в 1856 году под большим алтарём в калишском фарном костёле. На урне был выписан весь алфавит (символ учёности) и читалась надпись Martinus Smiglesius A. D. 1619.

## Деятельность
Противник арианства, боролся с ним в многочисленных публичных диспутах и многих сочинениях. Широко известен январский 1594 года диспут Смиглецкого с Яном Намысловским и Юзефом Доманевским. Полемические сочинения, направленные против арианства (антитринитариев, социнианства, «польских братьев», «литовских братьев») написаны на польском и латинском языках и в своё время ценились весьма высоко деятелями католической церкви. Мастерство, с которым вёл устную полемику, подтверждает, например, то, что в диспуте с арианами 24—25 января 1594 года одержал, как признал сам Фауст Социн, полную победу, и в результате дюжина дворян отошла от арианства.
На основе своих лекций, читавшихся в Виленской академии, написал двухтомный трактат «Логика» („Logica… selectis disputationibus et questionibus illustrata… in qua quicquid in Aristotelico Organo vel cognitu necessarium, vel obscuritate perplexum ... pertractatur...“ , Ингольштадт, 1618). В этом курсе логике Смигельский, опираясь на Фому Аквинского, комментировал и анализировал «Логику» Аристотеля. Сочинение пользовалось большой известностью; долгое время трактат считался наилучшим и был наиболее популярным учебником логики в Западной Европе, в особенности в Англии, где он использовался до середины XIX века. «Логика» была трижды переиздана в Оксфорде (1634, 1638, 1658). Нередко упоминается о том, что по этому учебнику экзаменовался Даниэль Дефо.
К трудам по экономике можно отнести труд «О ростовщических процентах» („O lichwie“, Вильна, 1596), написанный на польском языке и рассчитанный на достаточно широкие круги читателей. В этом сочинении, в частности, крепостничество рассматривалось как пережиток рабства, несовместимый с христианской моралью. В книге анализировались механизм ростовщических процентов и их размеры; применяя постулаты Средневековья к особенностям современного ему экономического развития, Смиглецкий вместе с тем пересматривал и исходные принципы. Поэтому его можно назвать представителем новой экономической мысли; например, автор трактата выступал против ограничений занятия торговлей, монополии на определённые виды деятельности. В целом же доказывалось, что ростовщичество непозволительно по законам Божьим, церковным и природным. Сочинение неоднократно, не менее семи раз, переиздавалось, из них пять при жизни Смиглецкого, в Кракове.
После смерти его издано „Przestrogi do sumienia należące od jednego milośnika ojczyzny wydane“ (1632).

## Труды
- O bóstwie przedwiecznym Syna Bożego. Wilno, 1595.
- O lichwie y trzech przednieyszych kontrakciech: wyderkowym, czynszowym, y Towarzystwa kupieckiego, nauka krotka. Wilno, 1596
- Nodus Gordius, seu de vocatione ministrorum disputatio. Krakow, 1609
- Vana sine viribus ira ministrorum evangelicorum. Köln, 1611
- Nova monstra novi Arianismi seu absurdae haereses a novis Arianis in Poloniam importatae … refutatae. 1612
- Verbum caro factum. Krakow, 1613.
- De baptismo adversus Hieronymus Moscorovium Adrianum liber unus. Krakow 1615
- De Christo vero et naturali Dei filio … libri duo. Krakow, 1615
- De erroribus novorum Arianorum libri duo. Krakow, 1615
- De ordinatione sacerdotum in ecclesia romana, adversus J. Zaborovii … dissertationem. Krakow 1617
- Logica selectis disputationibus et quaestionibus illustrata. 1618